# Tactics
 (décembre 2024).
Si vous disposez d'ouvrages ou d'articles de référence ou si vous connaissez des sites web de qualité traitant du thème abordé ici, merci de compléter l'article en donnant les références utiles à sa vérifiabilité et en les liant à la section « Notes et références ».
Tactics est un jeu de société de guerre créé par Charles S. Roberts (en) dans les années 1950.
Lancé en 1954 par Avalon Hill, il est généralement considéré comme le premier jeu de ce type ayant eu un succès commercial.